# Awa Thiongane
Awa Thiongane, née le 26 décembre 1950, à Diourbel au Sénégal, est une statisticienne sénégalaise.
Après des études primaires et secondaires au Sénégal et supérieures de mathématiques et statistique en France sanctionnées en 1975 par un diplôme de statisticien économiste délivré par l'(ENSAE-Paris), toute sa carrière professionnelle est consacrée à la statistique publique en Afrique. Depuis son pays d'abord puis à la division statistique de la Commission économique des Nations Unies pour l'Afrique (CEA) basée à Addis-Abeba en Éthiopie, qu'elle rejoint après avoir dirigé la Direction de la Prévision et de la Statistique.

## Études
Ses études secondaires sont sanctionnées en 1969 par l'obtention du baccalauréat Série C que lui délivre le lycée pour jeunes filles John Fitzgerald Kennedy de Dakar, Sénégal,
Elle s'inscrit ensuite en France dans une classe préparatoire aux grandes écoles, du Lycée Camille Julian, puis du Lycée Montaigne, 1969-1972. Elle intègre le Centre européen de formation des statisticiens économistes des pays en voie de développement (anciennement CESD-Paris) situé à Paris et obtient entre 1973 et 1975 :
- le diplôme d'ingénieur statisticien économiste décerné en 1975 par l'École nationale de la statistique et de l'administration économique (ENSAE-Paris) dans le cadre de son partenariat avec le  CESD-Paris.

## Parcours professionnel

### Statisticienne au Sénégal
Sa carrière débute en août 1975 au Sénégal comme stagiaire à la Direction de la statistique du ministère de l’Économie et des Finances du Sénégal ;  à partir de 1976 et jusqu'en 1980 elle occupe le poste de chef de la division des Synthèses économiques ; puis elle succède à Lamine Diop en qualité de directrice de la statistique. Sous son autorité la Direction de la statistique devient la Direction de la Prévision et de la Statistique.
Pendant cette première période elle représente le Ministère de l'Économie et des Finances du Sénégal en qualité de :
- membre associé au Conseil économique et social, 1983-1985
- membre du Conseil d'administration de la  Compagnie sénégalaise des phosphates de Taïba, (CSPT), 1985-1990
- président du Conseil d'administration de la Société de développement de la fibre textile, (SODEFITEX) , 1988-1997
- Membre associé du Conseil économique et social (CES), 1983-1985
- gouverneur suppléant du Sénégal à la Banque mondiale, 1993-1997;

Elle est aussi enseignante dans le supérieur et elle a été chargée de cours de Comptabilité nationale, de statistique et de démographie à  l'Université de Dakar, Sénégal et à l'École nationale d'Administration et de Magistrature (ENAM)  de Dakar, Sénégal. 
Elle intervient à plusieurs reprises comme consultante et contribue à diverses activités de recherche pour Eurostat, pour l'Académie nationale des Sciences, Washington, D.C., pour l'Université d'Oxford, pour le FNUAP, la FAO et la Banque mondiale.

### Statisticienne à laCommission économique pour l'Afrique
En 1997 elle rejoint la Commission économique pour l'Afrique, à Addis-Abeba Éthiopie, pour assurer les fonctions de conseillère régionale senior en matière de gestion et d'organisation des systèmes statistiques nationaux jusqu'en 2012. 